# 芸術社会学
芸術社会学 (げいじゅつしゃかいがく、Sociology of art) は社会学の一分野で、芸術および美学を社会学的立場あるいはマルクス主義的社会科学の立場から考察しようとする学問である。 
歴史を通じた芸術社会学の研究とは、芸術の社会史、すなわちある社会が特定の芸術家の登場にどのように貢献したかを研究することである。 
ハンナ・ダインハードは1970年に上梓した "Meaning and Expression: Toward a Sociology of Art"において「芸術社会学の出発点は疑問である。すなわち、常にある特定の時代や社会、特定の時期における人間の所産として成る芸術作品、あるいは必ずしも「芸術作品」として産み出されたものではない機能は、いかにして時間を超越して生き残り、まったく異なる時代や社会において表現に富み意味あるものとなりうるのか？またその一方で、それらを生み出した時代や社会はどのように作品の中に認識されるのか？」というアプローチを提示した。 
他のアプローチでは、芸術作品の創造における社会的・経済的背景を考察する。それはここ数十年の美術史における主な着眼点でもあった。また、芸術のパトロンと消費者、そして芸術家自身の役割が考察されるとともに、単なる来歴に留まらず、古美術品がどこで創造されて現在ここにあるのかということや美術品蒐集の歴史にも大きな関心が寄せられる。

## マルクス主義的社会科学の立場からの考察例
ソビエト連邦時代のマルクス主義的社会科学の立場からの芸術社会学の設定は、1926年に刊行されたウラジミール・フリーチェの『芸術社会学』に詳しい。そこでは、1847年にベルギーのアルフレド・ミヒールスが提起した「如何なる芸術が人間社会の発達に於ける個々の時代に適合すべきであるか」という問いを該当の学的追究が解き明かすべき根本問題であるとしている。
この問題に対しては、フランスのイポリット・テーヌによる1882年刊行『芸術哲学』の内容では不十分であり、ドイツの民族学者、原始文化の研究者であるエルンスト・グロッセの1894年の『芸術の発生』を待たねばならなかった。そこでは狩猟民族の研究の結果、芸術の本質を形成する根源は、気候や思想の状態ではなく、経済もしくは経済組織であると決定することができた。しかし、グロッセは、人類発達の低い段階に於いては芸術は経済組織により決定されるが、より高い段階に於いてはこの連繋は破られ、芸術はその本質に於いて経済によってではなく、芸術家の創造的個性により制約を受けるとするのである。
ただマルクス主義的世界観のみが、芸術社会学の建設に根拠を与えるとフリーチェは説く。